# Shared Source
Shared Source — название одного из механизмов Microsoft для распространения исходного кода программ. Shared Source Initiative, стартовавшая в мае 2001 года включает различные лицензии и технологии. В большинстве случаев предлагаемый исходный код доступен для загрузки после соблюдения определённых условий. Лицензии Shared Source позволяют как разрешить лишь просмотр исходного кода, так и модифицировать и распространять его как в коммерческих, так и в некоммерческих целях.

## Обзор
Проект Shared Source позволяет организациям и физическим лицам получать доступ к исходному коду Microsoft для изучения (что может быть полезным при разработке сложных систем), для проведения аудита безопасности (что востребовано крупными организациями и правительствами государств), а также для разработки (учебным заведениям, OEM, физическим лицам).
Как часть проекта, Microsoft выпустила 5 лицензий. Две из них, Microsoft Public License и Microsoft Reciprocal License были одобрены Open Source Initiative как лицензии для открытого ПО и рассматриваются Free Software Foundation как лицензии для свободного ПО. Остальные лицензии являются проприетарными и позволяют обладателю авторских прав на продукт сохранять более сильный контроль над его использованием.
Подобные инициативы после Microsoft запустили и другие организации, например RISC OS Open Ltd.
Для некоторых своих продуктов Microsoft использует отдельные лицензии, например лицензия Shared Source CLI и Microsoft Windows Embedded CE 6.0 Shared Source License.

## Свободные лицензии
Две лицензии из проекта Shared Source одобрены OSI как лицензии для открытого ПО и FSF как свободные лицензии.
9 декабря 2005 года программист и блогер Джон Кован предложил OSI лицензии для одобрения.. OSI связалась с Microsoft и спросила, хочет ли Microsoft официально предложить лицензию на одобрение. Microsoft ответила, что они не хотят торопиться и им необходимо время для обдумывания такого решения
На O'Reilly Open Source Convention в июле 2007 года Билл Хилф, руководитель Microsoft по работе с open-source, объявил, что Microsoft официально отправила лицензии OSI для одобрения. Лицензии были одобрены 12 октября 2007 года.

### Microsoft Public License (Ms-PL)
Это наименее ограничивающая лицензия Microsoft, разрешающая распространение скомпилированного кода как для коммерческого, так и для некоммерческого использования под любой лицензией, подчиняющейся Ms-PL. Распространение самого исходного кода возможно только под Ms-PL. Изначально лицензия называлась Microsoft Permissive License, однако была переименована во время рассмотрения для одобрения OSI.
Согласно FSF, лицензия является свободной (с нестрогим копилефтом), но не совместимой с GNU GPL (по этой причине, FSF убедительно просит не использовать Ms-PL).

### Microsoft Reciprocal License (Ms-RL)
Эта лицензия разрешает распространение производного кода, если исходный код для модифицированных файлов доступен и лицензирован под Ms-RL. Лицензия позволяет файлам, входящим в состав ПО, но не содержащим кода, лицензированного под Ms-RL, иметь иную лицензию по выбору правообладателя. Изначально лицензия называлась Microsoft Community License, однако, как и Ms-PL, была переименована в процессе одобрения OSI.
Согласно FSF, лицензия является свободной (с чуть-чуть более строгим копилефтом, чем Ms-PL), но также не совместимой с GNU GPL (по этой причине, также как и в случае с Ms-PL, FSF убедительно просит не использовать Ms-RL).

## Несвободные лицензии
Другие три лицензии Shared Source не были одобрены OSI как лицензии для открытого ПО, как и не были одобрены FSF как свободные лицензии.

### Microsoft Reference Source License (Ms-RSL)
Это наиболее запрещающая из всех лицензий Shared Source. Она разрешает лишь просмотр исходного кода для целей отладки, сопровождения и улучшения взаимодействия стороннего продукта с лицензированным под Ms-RSL ПО. Лицензиат не имеет права распространять исходный код третьим лицам.

### Microsoft Limited Public License (Ms-LPL)
Эта лицензия по большей части идентична Ms-PL, но имеет в своём составе пункт, который даёт лицензиату соответствующие права только если производный продукт разрабатывается для платформы Microsoft Windows. Лицензия не является лицензией для открытого ПО и не была одобрена OSI, так как не соответствует пункту определения Open Source о технологической нейтральности.

### Microsoft Limited Reciprocal License (Ms-LRL)
Как и Ms-LPL, лицензия представляет собой ограниченную для платформы Microsoft Windows версию другой лицензии Shared Source, Ms-RL.

## Критика
Несмотря на то что две Shared Source лицензии были признаны FSF и OSI как соответствующие свободному и открытому ПО.
Президент OSI Майкл Тименн рассматривает фразу «Shared Source» как маркетинговый термин, созданный Microsoft. Он утверждает, что это «инсургентский термин который отвлекает и ослабляет Open Source использованием созвучных терминов и предложением созвучных обещаний».
Критики также отмечают, что разработчики, изучавшие код под Ms-RSL могут быть обвинены в «похищении» его, если их код окажется похож на оригинальный.. Разработчик GNOME и Mono Мигель де Икаса рекомендует разработчикам открытого ПО не смотреть на такой код.

## Известные программы и проекты Shared Source

### Shared Source Licensing Programs
Microsoft предоставляет удовлетворяющим определённым критериям государственным и частным организациям, системным интеграторам, OEM, государственным службам безопасности, а также Microsoft MVP бесплатный доступ к частям кода операционной системы Microsoft Windows. В России программа доступна только для государственных организаций в сфере безопасности.

### Microsoft Windows Academic Program
Программа предоставляет высшим учебным заведениям всего мира доступ к концептам, исходному коду ядра ОС Windows и проектам, полезным для интеграции ядра Windows в образовательную и исследовательскую деятельность.

### Microsoft Shared Source Common Language Infrastructure
Первой широко распространённой программой Shared Source стала Shared Source CLI, реализация Common Language Infrastructure. Лицензия позволяет модификацию и распространение исходного кода в некоммерческих целях, при условии сохранения в распространяемых дистрибутивах оригинальной лицензии, либо иной, охватывающей всё её пункты.
Согласно FSF, SSCLI не является свободным ПО.

### Windows Installer XML (WIX)
WIX — это набор инструментов, позволяющий создавать установочные пакеты .MSI из XML документов. WIX был выложен на сайте Sourceforge.net под лицензий Common Public License и стал первой программой Microsoft, выпущенной под свободной лицензией.

### ASP.NET AJAX Control Toolkit
Набор элементов управления, которые используют AJAX для взаимодействия с конечным пользователем веб-сайта. Продукт лицензирован под Ms-PL и доступен на сайте CodePlex, хостинге Microsoft для проектов с открытым исходным кодом.